# Lyonia jamaicensis
Lyonia jamaicensis är en ljungväxtart som först beskrevs av Swartz, och fick sitt nu gällande namn av David Don. Lyonia jamaicensis ingår i släktet Lyonia och familjen ljungväxter. Inga underarter finns listade i Catalogue of Life.